# Marián Masný
Marián Masný (n. 13 de agosto de 1950; Rybany, Checoslovaquia) es un exfutbolista eslovaco que jugó como delantero, principalmente en el Slovan Bratislava. Es uno de los futbolistas que más partidos disputó con la selección de Checoslovaquia, con quien se proclamó campeón de la Eurocopa 1976.

## Carrera profesional
Masný comenzó a jugar al fútbol a nivel amateur en el Jednota Trenčin antes de fichar por el Dukla Banska Bystrica y unirse a uno de los grandes clubes del fútbol checoslovaco, el Slovan Bratislava. Jugó la mayor parte de su carrera en el Slovan desde 1972 hasta 1983 y también jugó brevemente en el ZŤS Petržalka antes de retirarse en 1985.

## Selección nacional
Masný formó parte de la plantilla que se proclamó campeona de la Eurocopa 1976 en Belgrado, logró el tercer puesto en la Eurocopa 1980 y jugó la Copa Mundial de la FIFA 1982.
Kevin Keegan describió a Masný como "uno de los extremos más hábiles del mundo". Masný provocó que el combinado checoslovaco anotase dos goles en tres minutos ante la selección inglesa de Keegan en un partido de clasificación para la Eurocopa de 1976 en Bratislava en 1975.

## Palmarés
Club
- Primera División de Checoslovaquia (2): 1974 y 1975.
- Slovenský Pohár (6): 1972, 1974, 1976, 1982, 1983 y 1989.
- Copa de Checoslovaquia (2): 1974 y 1982.

Selección nacional
- Eurocopa de Naciones (1): 1976